# Documento de identidad (Alemania)
El Documento de identidad alemán (en alemán: Personalausweis, pronunciado /pɛʁzoˈnaːlʔaʊ̯sˌvaɪ̯s/ⓘ) es emitido a los ciudadanos alemanes por las oficinas de registro locales en Alemania y las misiones diplomáticas en el extranjero, mientras que se producen en el Bundesdruckerei en Berlín.

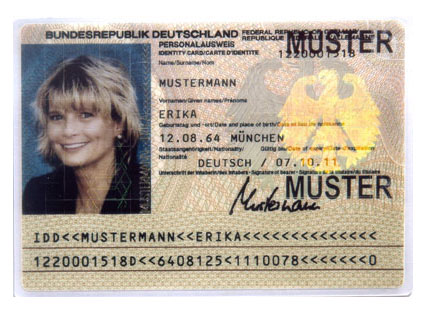
Ejemplar del documento de identidad alemán más emitido en el país entre el 1 de abril de 1987 y el 31 de octubre de 2010, válido hasta el 30 de octubre de 2020. A la derecha se puede ver el águila holográfica – parte de la característica del Identigrama agregada en 2001.–

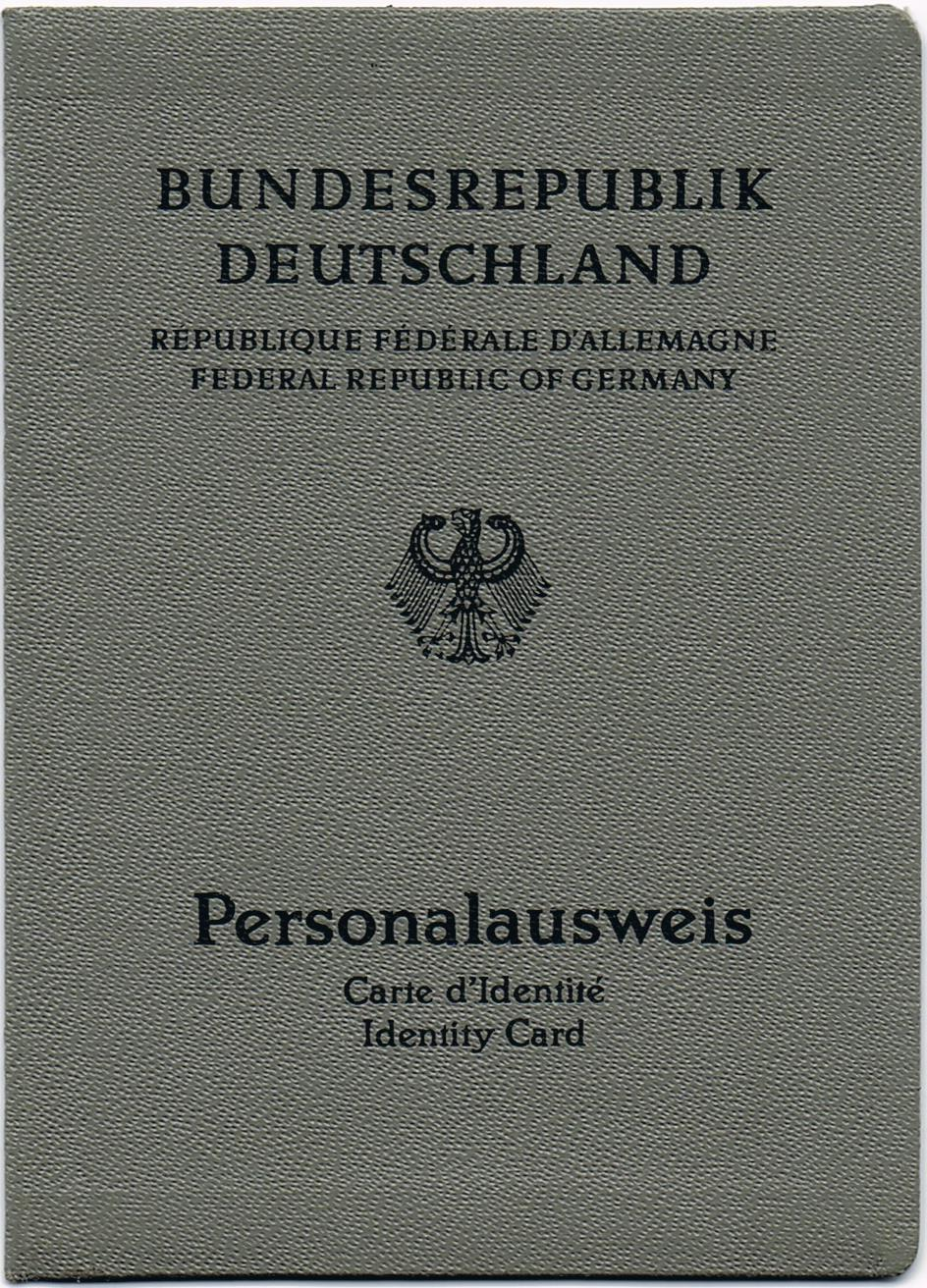
Documento de identidad de Alemania Occidental emitida entre el 1 de enero de 1951 y el 31 de marzo de 1987, válida hasta el 30 de marzo de 1997.

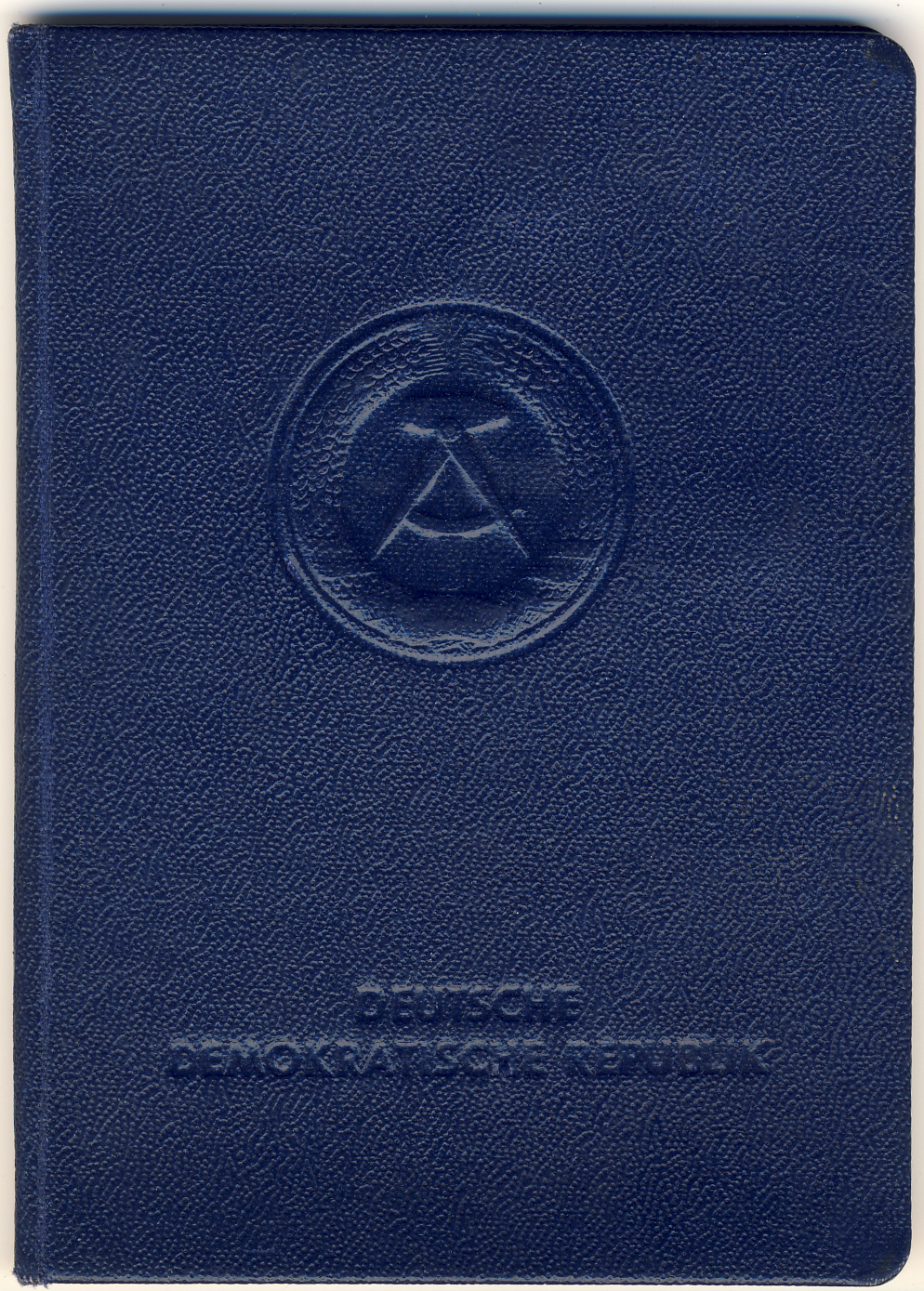
Documento de identidad de Alemania Oriental emitida entre el 1 de noviembre de 1951 y el 2 de octubre de 1990, válida hasta el 31 de diciembre de 1995.

## Obligación de identificación
De acuerdo con la ley alemana de obligación de identificación, es obligatorio para todos en Alemania mayores de 16 años poseer un documento de identidad o un pasaporte. Si bien los oficiales de policía y algunos otros funcionarios gubernamentales tienen derecho a exigir ver uno de estos documentos, la ley no estipula que uno esté obligado a presentar el documento en ese mismo momento.
Como todos en Alemania deben poseer un documento de identificación o un pasaporte, no se garantiza la aceptación de otros documentos oficiales (como permisos de conducir) como prueba de identidad, especialmente para permisos de conducir antiguos con menos seguridad. Los permisos de conducir emitidos antes de 2013 no se reemplazan en Alemania, por lo que se conserva el mismo documento.
Los ciudadanos alemanes que viajen dentro de Europa (excepto Bielorrusia, Rusia, Ucrania y el Reino Unido) o a Egipto, Georgia, Montserrat (máximo 14 días), Turquía y en viajes organizados a Túnez pueden usar su documento de identificación, que es un documento de viaje de lectura mecánica, en lugar de un pasaporte.
Al igual que los pasaportes alemanes, los documentos de identidad alemanes tienen una validez de diez años (seis años si el titular tiene menos de 24 años en la fecha de emisión).
El Documento de identificación cuesta actualmente 37 € (22,80 € si el titular es menor de 24 años en la fecha de emisión).

## Historia
En 1938, los nazis obligaron a los hombres en edad militar y a los judíos (quienes tenían una 'J' marcada en su tarjeta) a llevar documentos de identidad. Poco después del comienzo de la Segunda Guerra Mundial, esto se amplió para aplicarse a todos los ciudadanos mayores de 15 años.
En 1951, tanto las autoridades de Alemania Occidental como las de Alemania Oriental comenzaron a emitir folletos de tarjetas de identidad en el formato ID-2.
En Alemania Occidental se desarrolló un documento de identidad mejorado en la década de 1980 y se emitió a partir de abril de 1987. La tarjeta constaba de una sola hoja de papel laminada con una zona legible por máquina. Para evitar la falsificación, contenía marcas de agua, guillochés, microimpresión, tintes fluorescentes y fibras fluorescentes de varios colores. Además, el nombre del titular se grabó con láser en la película de plástico y la imagen del titular se imprimió en el documento, por lo que no se podía quitar y reemplazar por uno diferente (a diferencia de las tarjetas de identificación más antiguas, donde la imagen se pegaba al documento).
Cuando Alemania Oriental se unió a Alemania Occidental el 3 de octubre de 1990, se introdujo el documento de identidad de Alemania Occidental en el antiguo territorio de Alemania Oriental; los documentos de identidad de Alemania Oriental que no hayan expirado aún podrían usarse hasta el 31 de diciembre de 1995.
En noviembre de 2001, se añadió la denominada función de Identigrama – una serie de elementos de seguridad holográficos, incluido un Águila Alemana tridimensional, una copia holográfica de la imagen del titular (la denominada imagen de sombra holográfica), una copia holográfica de la zona legible por máquina, microimpresión holográfica y elementos cinemáticos.
El tipo ID-1 actual se emite desde noviembre de 2010. Contiene un chip RFID similar al de los pasaportes biométricos. El chip almacena la información proporcionada en el documento de identificación (como el nombre o la fecha de nacimiento), la fotografía del titular (que, a diferencia de la fotografía de los documentos de identificación más antiguas, debe ser biométrica) y, si el titular lo desea, también  sus huellas dactilares. Además, la nueva tarjeta de identificación se puede utilizar para la autenticación en línea (como la verificación de edad o para aplicaciones de gobierno electrónico). Una firma electrónica, proporcionada por una empresa privada, también se puede almacenar en el chip.

## Información del documento de identidad

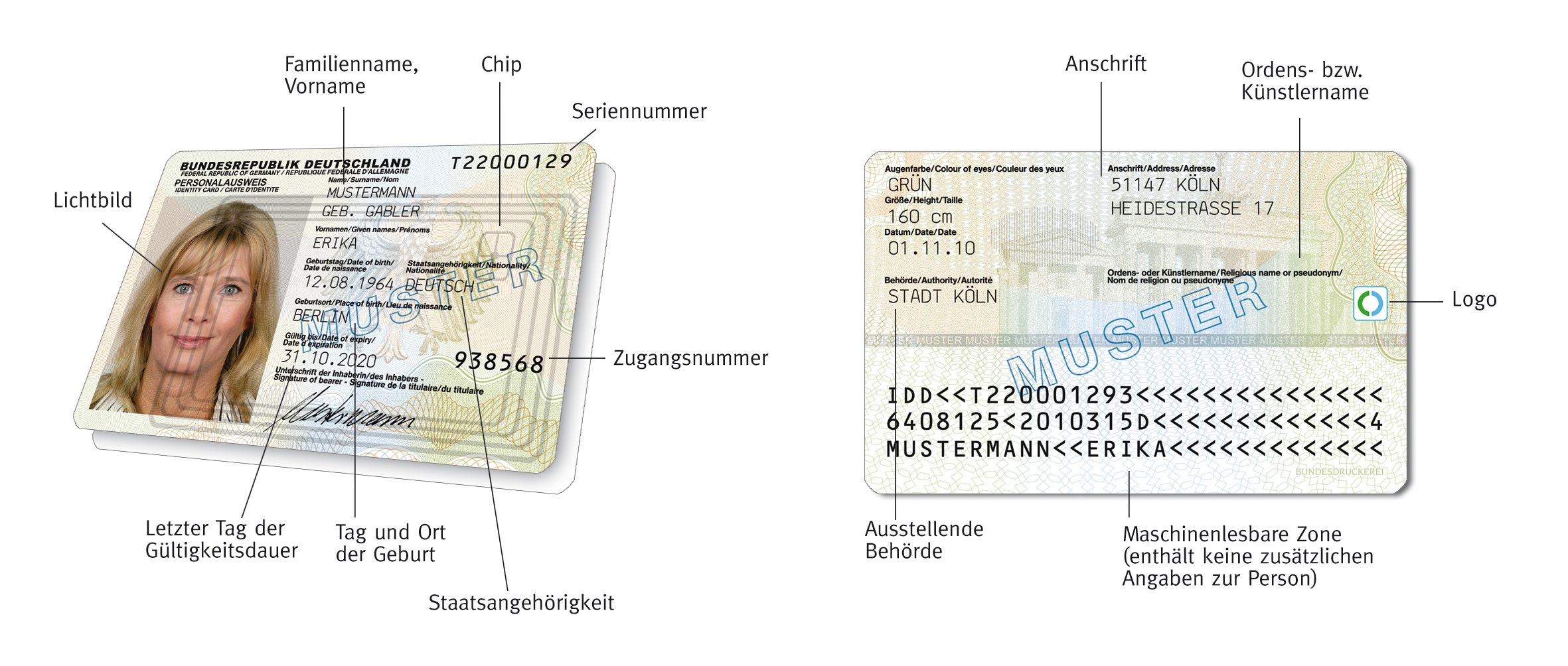
Anverso y reverso del nuevo documento de identidad alemán vigente (ejemplar).

La Sección 5 de la Ley de Documento de Identidad determina qué información debe y puede contener el documento de identidad, la cual actualmente es una tarjeta de plástico ID-1 (tamaño de tarjeta de crédito) con un chip RFID incorporado. Está cubierto con guillochés multicolores y parece de color marrón verdoso desde la distancia. El párrafo 2 regula la información claramente visible, el párrafo 4 la información sobre la zona legible por máquina y el párrafo 5 la información sobre el chip RFID. De acuerdo con el apartado 26, párrafo 2, las huellas dactilares son eliminadas por la autoridad de tarjetas de identidad a más tardar tan pronto como se haya emitido la tarjeta de identificación y, a diferencia de la tarjeta sanitaria electrónica, no se crea ningún fichero central de datos biométricos según el apartado 4. Toda la información que contiene como "República Federal de Alemania" y "Documento de identidad" (excepto la nacionalidad y el color de los ojos) está proporcionada en alemán, francés e inglés, idiomas de trabajo de la ONU.

### Parte delantera

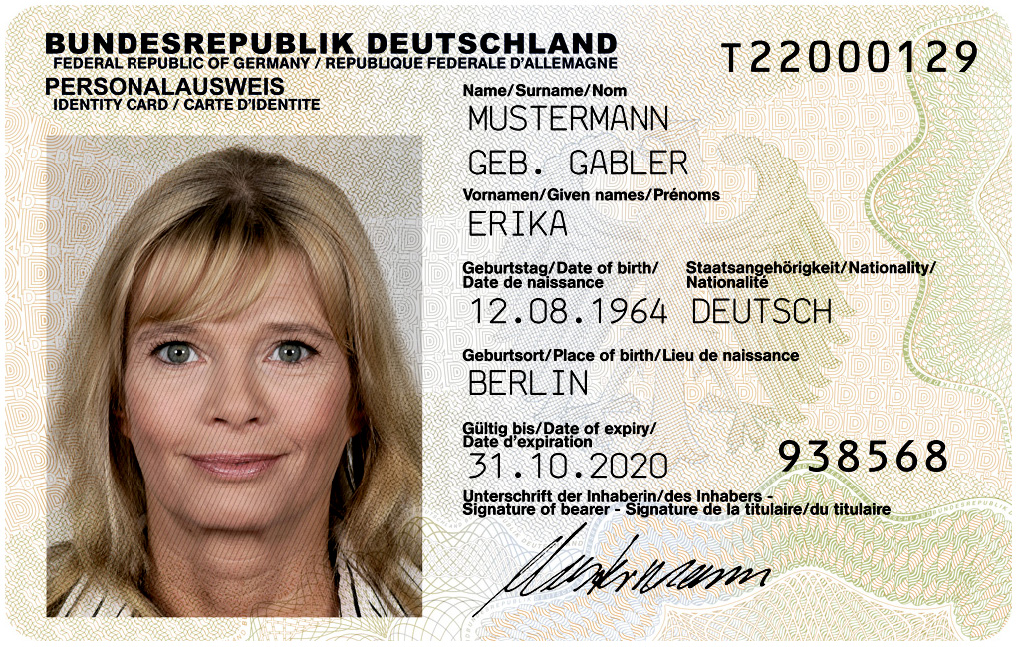
Anverso del documento de identidad.

El anverso muestra el águila alemana y las palabras "BUNDESREPUBLIK DEUTSCHLAND" (República Federal de Alemania) y "PERSONALAUSWEIS" (Documento de identificación).  Contiene la siguiente información:
- Nombre de la persona - ver sección 5
  - Apellidos, si corresponde
  - Doctorado, en su caso
- Nombre de pila de la persona
  - Otros nombres, en su caso
- Fecha de nacimiento
- Ciudadanía
- Lugar de nacimiento
- Fecha efectiva
- Número de documento de identidad alfanumérico / número de serie (arriba a la derecha)
- Número de acceso / Número de acceso a la tarjeta (abreviado: CAN, abajo a la derecha; no en las tarjetas de identificación antiguas). No permite sacar ninguna conclusión sobre la persona y se requiere si el PIN se ingresó incorrectamente dos veces al usar la función en línea de la tarjeta de identificación. Para evitar que la función de identificación en línea sea bloqueada por una tercera entrada de PIN incorrecta, se le pedirá que ingrese el CAN antes de esto.[13]
- Firma del titular
- Fotografía de identidad (foto en escala de grises o en color adecuada para datos biométricos. La foto no debe tener más de seis meses de antigüedad al momento de solicitar un nuevo documento de identificación).
- La Zona legible por máquina de datos en los documentos de identificación antiguos

Los títulos nobiliarios forman parte de los apellidos en Alemania.

### Parte trasera

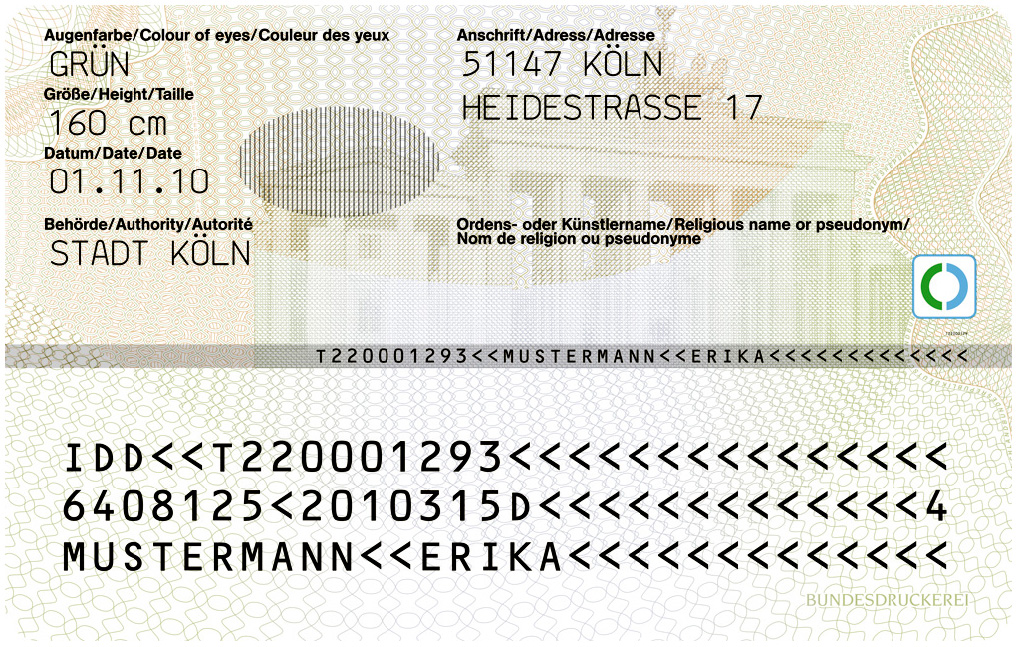
Reverso del documento de identidad.

- Dirección residencial con un código postal de cinco dígitos (lugar de residencia principal; para los alemanes que viven en el extranjero, se puede ingresar la nota "No hay apartamento en Alemania", pero desde el 1 de noviembre de 2019, también una dirección en el extranjero)
- Color de ojos
- Estatura
- Fecha de emisión
- Autoridad emisora
- Un nombre religioso o artístico, en su caso
- Zona legible por máquina de datos de tres líneas con el Número de documento de identidad (para documentos de identificación solicitados antes del 1 de noviembre de 2010: dos líneas en el frente)

### Características de seguridad
La tarjeta de identidad tiene una variedad de características de seguridad. Además de numerosas protecciones de material e impresión, el número de la tarjeta de identificación y el nombre del titular están recortados en negativo (inscripción láser) en la tira de holograma horizontal en la parte posterior de la nueva tarjeta de identificación.  Según el Ministerio Federal del Interior, estas características hacen que la tarjeta de identificación sea uno de los documentos más infalsificables del mundo.
Desde noviembre de 2001 es nuevo, bajo el término colectivo protegido "Identigrama" funciones de seguridad adicionales resumidas incorporadas en el anverso de la tarjeta de identificación: la foto y la zona legible por máquina también se muestran holográficamente compensadas con los datos impresos. En el cuarto inferior del área de la foto, una característica adicional que se puede ver como un "punto rojo circular" ha sido visible durante algún tiempo cuando se ve desde un ángulo de visión plano (ø aproximadamente 5 mm - característica de seguridad legible por máquina). A la derecha del mapa, encima de la fotografía impresa y el Águila federal, hay estructuras cinegráficas que se vuelven visibles bajo una fuente de luz puntual (como la luz solar directa o un foco halógeno).

### Zona legible por máquina
La MRZ está estructurada de acuerdo con el estándar de la OACI para tarjetas de identificación legibles por máquina:

#### Primera línea
| posiciones | texto                 | significado                         |
| ---------- | --------------------- | ----------------------------------- |
| 1–2        | DI                    | Documento de Identidad              |
| 3          | D                     | país emisor: Alemania (Deutschland) |
| 6–14       | dígitos alfanuméricos | número del documento                |
| 15         | dígito decimal        | dígito de control sobre 6–14        |

#### Segunda línea
| posiciones | texto             | significado                                                                   |
| ---------- | ----------------- | ----------------------------------------------------------------------------- |
| 1–6        | dígitos decimales | fecha de nacimiento (AAMMDD)                                                  |
| 7          | dígito decimal    | dígito de control sobre 1–6                                                   |
| 9–14       | dígitos decimales | fecha de expiración (AAMMDD)                                                  |
| 15         | dígito decimal    | dígito de control sobre 9–14                                                  |
| 16         | D                 | nacionalidad del titular: Alemán (Deutsch)                                    |
| 30         | dígito decimal    | dígito de control sobre 6–30 (línea superior), 1–7, 9–15, 19–29 (línea media) |

#### Tercera línea
| positions | text                                                         | meaning            |
| --------- | ------------------------------------------------------------ | ------------------ |
| 1–30      | dígitos alfabéticos<<dígitos alfabéticos<dígitos alfabéticos | APELLIDOS<<NOMBRES |

Los espacios vacíos están representados por "<".

### Diferentes grafías del mismo nombre dentro del mismo documento
- Apellidos o nombres alemanes: Apellidos o nombres alemanes que contienen diéresis (ä, ö, ü) y/o ß están escritos correctamente en la zona no legible por máquina de la tarjeta de identificación, pero con AE, OE, UE y/o SS en la zona legible por máquina, p.ej. Müller se convierte en MUELLER, Groß se convierte en GROSS y Gößmann se convierte en GOESSMANN.

Las tres posibles variantes ortográficas del mismo nombre (por ejemplo, Müller/Mueller/Muller) en diferentes documentos a veces dan lugar a confusión, y el uso de dos ortografías diferentes dentro del mismo documento puede dar a las personas que no están familiarizadas con la ortografía alemana la impresión de que el documento es un  falsificación.
- Apellidos o nombres no alemanes: En algunos nombres de ciudadanos naturalizados, algunas letras especiales que no están disponibles siempre pueden ser reemplazadas por letras simples, también en la zona no legible por máquina. La "Bundesdruckerei AG", que imprime los pasaportes alemanes, utiliza la fuente LA8 Passport, que incluye un subconjunto latino de los caracteres Unicode (ISO 10646), para que letras como ç y ł puedan mostrarse al menos en el formato no automático. En la zona legible por máquina. En la zona de lectura mecánica, los caracteres especiales se reemplazan por caracteres simples (p. ej., é se convierte en E) o se transcriben de acuerdo con las normas de la OACI (p. ej., å se convierte en AA, ø se convierte en OE, etc.).

Los nombres originalmente escritos en un sistema de escritura no latino pueden plantear otro problema si existen varios estándares de transcripción reconocidos internacionalmente.
Por ejemplo, el apellido ruso "Горбачёв" es transcrito 

"Gorbatschow" en alemán,

"Gorbachev" en inglés (también estándar de la OACI),

"Gorbachov" español,

"Gorbaczow" polaco, etc.

Los documentos de identidad alemanes utilizan el nombre registrado oficialmente en Alemania en letras latinas, normalmente basado en la transcripción al alemán.
La ley alemana de nombres acepta diéresis y/o ß en los apellidos como razón para un cambio de nombre oficial (incluso el cambio de ortografía, por ejemplo, de Müller a Mueller o de Weiß a Weiss se considera un cambio de nombre).

### Chip
Las tarjetas de identificación más nuevas contienen un chip RFID de 13,56 MHz compatible con ISO 18000-3 e ISO 14443 que utiliza los protocolos ISO/IEC 7816. El chip almacena la información proporcionada en la tarjeta de identificación (como el nombre o la fecha de nacimiento), la fotografía del titular y, si el titular lo desea, también sus huellas dactilares. Además, la nueva tarjeta de identificación se puede utilizar para la autenticación en línea (por ejemplo, para la verificación de edad o para aplicaciones de gobierno electrónico). Una firma electrónica, proporcionada por una empresa privada, también se puede almacenar en el chip.  De acuerdo con las normas de la UE, las tarjetas emitidas después de 2021 deben tener huellas dactilares almacenadas en el chip.
El número de documento, la foto y las huellas dactilares solo pueden ser leídos por las fuerzas del orden y algunas otras autoridades. Todas las agencias de tarjetas de identificación han recibido dispositivos de lectura que han sido certificados por la Oficina Federal Alemana para la Seguridad de la Información (BSI). El personal de la agencia puede utilizar estos módulos para mostrar todos los datos personales almacenados en el chip, incluida la foto del pasaporte digital y, en su caso, las huellas dactilares almacenadas.
Para utilizar la función de autenticación en línea, el titular necesita un PIN decimal de seis dígitos.  Si el titular ingresa el PIN incorrecto, debe ingresar el código de acceso decimal de seis dígitos que figura en la tarjeta de identificación para demostrar que realmente posee la tarjeta de identificación.  Si se usa el PIN incorrecto tres veces, se debe usar un PUK para desbloquear el chip.  Los datos en el chip están protegidos por control de acceso básico y control de acceso extendido.

### Características de seguridad
La tarjeta de identidad contiene las siguientes características de seguridad:
- guillochés multicolores
- Microimpresión: BUNDESREPUBLIK DEUTSCHLAND
- Elementos fluorescentes que brillan en varios colores bajo la luz ultravioleta:
  - Sobreimpresión UV:
    - Águilas y BUNDESREPUBLIK DEUTSCHLAND (en macroimpresión): rojo-anaranjado
    - BUNDESREPUBLIK DEUTSCHLAND BUNDESREPUBLIK DEUTSCHLAND BUNDESREPUBLIK DEUTSCHLAND (en microimpresión): amarillo
    - Guillochés: turquesa

  - Fibras fluorescentes distribuidas al azar: rojo, amarillo, turquesa
- Características táctiles:
  - El número de acceso para el chip RFID y la fecha de caducidad son táctiles
  - Grabado en superficie: mapa de Alemania y microletras BUNDESREPUBLIK DEUTSCHLAND
- Hilo de seguridad:cambia de color cuando se ve desde diferentes ángulos;  es personalizado:

NNNNNNNNNN<<APELLIDOS<<NOMBRES<<<<<<<<<< (NNNNNNNNNN es el número de documento que incluye un dígito de control; se puede encontrar un total de 42 dígitos en el hilo))
- imagen láser cambiable: muestra la fecha de caducidad o el retrato del titular según el ángulo
- tinta que cambia de color: el color del texto BUNDESREPUBLIK DEUTSCHLAND cambia de negro a verde a azul
- Elementos de seguridad holográficos 2D y 3D:
  - hologramas que cambian de color: cambios de color según el ángulo (violeta-azul-turquesa-verde-amarillo-anaranjado-rojo)
    - retrato holográfico: reproducción holográfica de la imagen del titular
    - cuatro águilas en el lado izquierdo del retrato holográfico: cambia su color bajo un ángulo diferente al del retrato mismo
    - número de documento: NNNNNNNNN, 9 dígitos
    - nombre del titular: APELLIDOS<<NOMBRES<<<<<<<<<<, 30 dígitos

  - estructuras cinemáticas verdes por encima de la imagen convencional:
    - águila: el águila brillante en el hexágono oscuro cambia a águila oscura en el hexágono brillante a la letra D en el hexágono cuando el documento está inclinado
    - hexágono: se mueve por la imagen cuando el documento está inclinado
    - estrellas: cambia su tamaño cuando el documento está inclinado
    - letra D: se mueve por la imagen y se convierte en una estrella
    - texto en el lado izquierdo de la imagen; visible solo bajo cierto ángulo
    - microletras: BUNDESREPUBLIK DEUTSCHLAND BUNDESREPUBLIK DEUTSCHLAND BUNDESREPUBLIK DEUTSCHLAND

  - estructura verificable por máquina: un punto rojo que puede ser verificado por máquinas
  - Águila 3D: un águila roja y dorada visible solo bajo cierto ángulo

## Documento de identidad de Alemania Oriental
Las tarjetas de identidad en Alemania Oriental venían en forma de folletos de papel con una cubierta de plástico azul, muy parecidos a los pasaportes de hoy en día. En el exterior, están grabados el Emblema de la República Democrática Alemana, así como las palabras "DEUTSCHE DEMOKRATISCHE REPUBLIK" ("República Democrática Alemana").  Dentro de la portada hay un aviso al portador:
Bürger der Deutschen Demokratischen Republik
Dieser Ausweis ist Ihr wichtigstes Dokument
Sie haben deshalb:
1. diesen Personalausweis stets bei sich zu tragen, sorgfältig zu behandeln, vor Verlust zu schützen und auf Verlangen der Volkspolizei vorzuzeigen bzw. auszuhändigen;
2. keine eigenmächtigen Eintragungen im Ausweis vorzunehmen, diesen nicht als Pfand oder zur Benutzung anderen Personen zu überlassen bzw. von anderen Personen entgegenzunehmen;
3. jeden Wohnungswechsel innerhalb von drei Tagen bei der zuständigen VP-Dienststelle zu melden;
4. jeden Verlust dieses Ausweises unverzüglich bei der nächsten VP-Dienststelle anzuzeigen.

Lo que se traduce a:

Ciudadano de la República Democrática Alemana
Este documento de identidad es tu documento más importante
Por lo tanto, debe:
1. lleve consigo esta tarjeta de identidad en todo momento, trátela con cuidado, protéjala de pérdidas y muéstrela o entréguesela a la Volkspolizei cuando se la pidan;
2. no realizar anotaciones en esta cédula de identidad, entregarla a otra persona en prenda o para ser utilizada, ni aceptarla como tal;
3. notificar a la oficina de VP responsable de cualquier cambio de residencia dentro de los tres días;
4. informe inmediatamente cualquier pérdida de esta tarjeta de identidad a la oficina de VP más cercana.

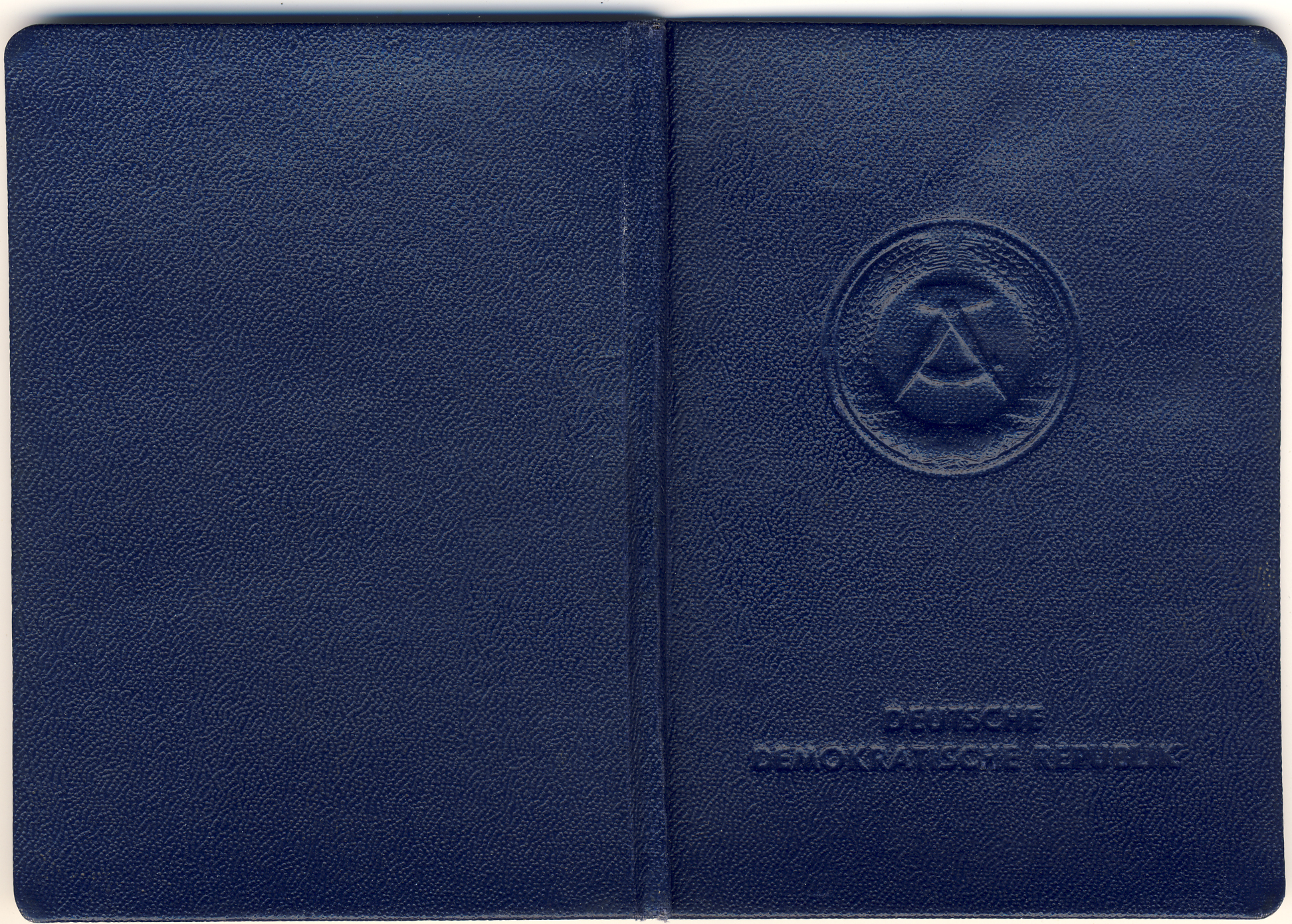
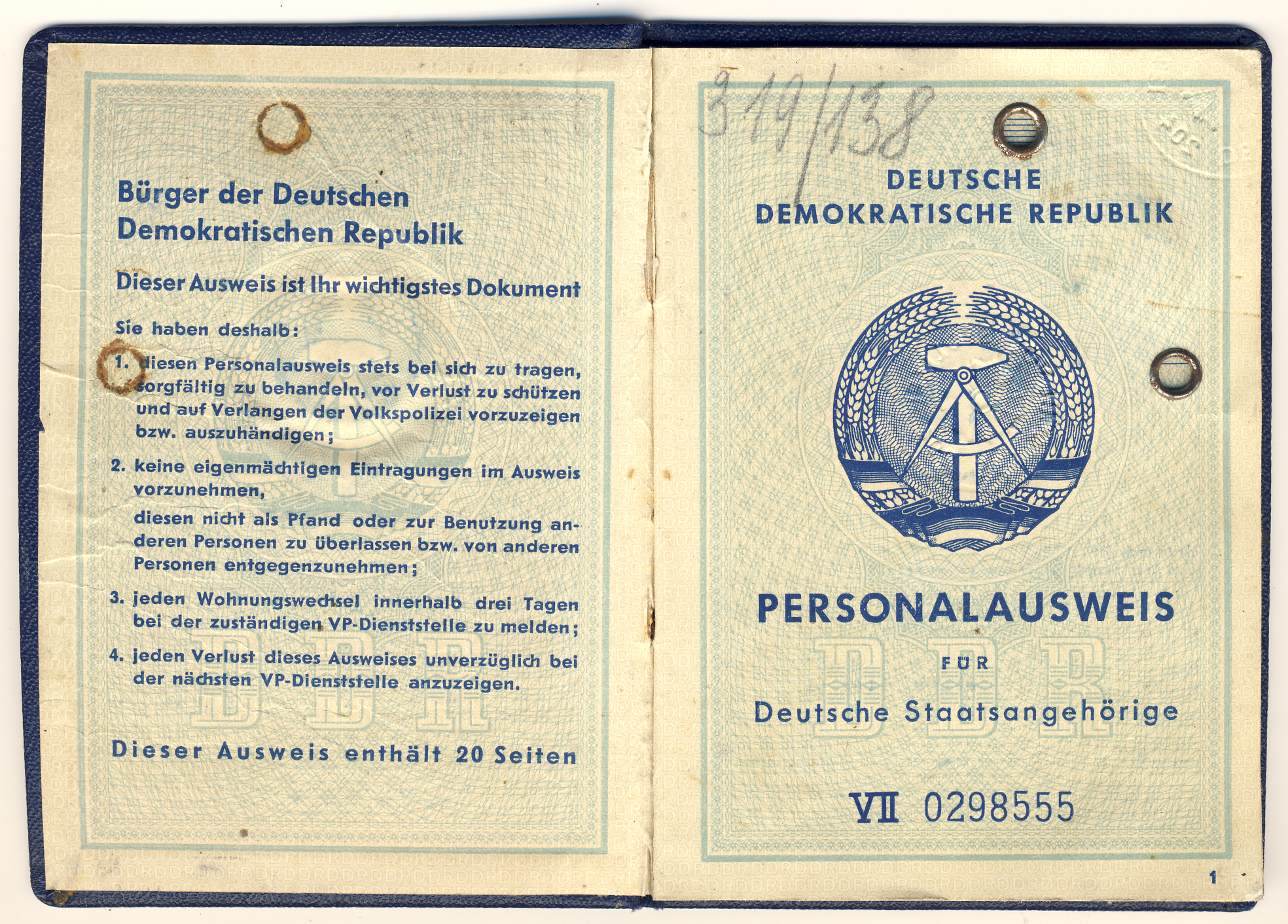
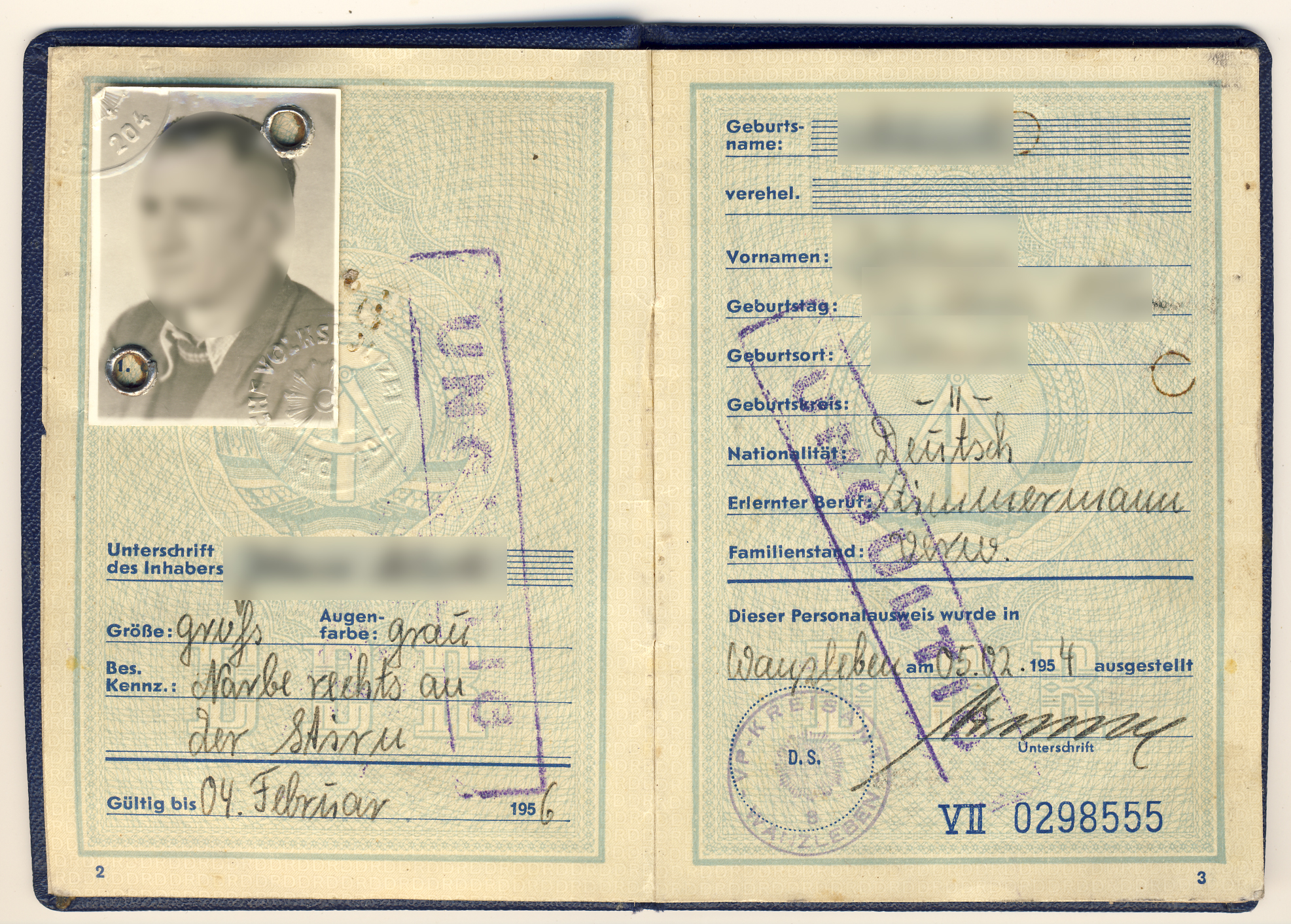
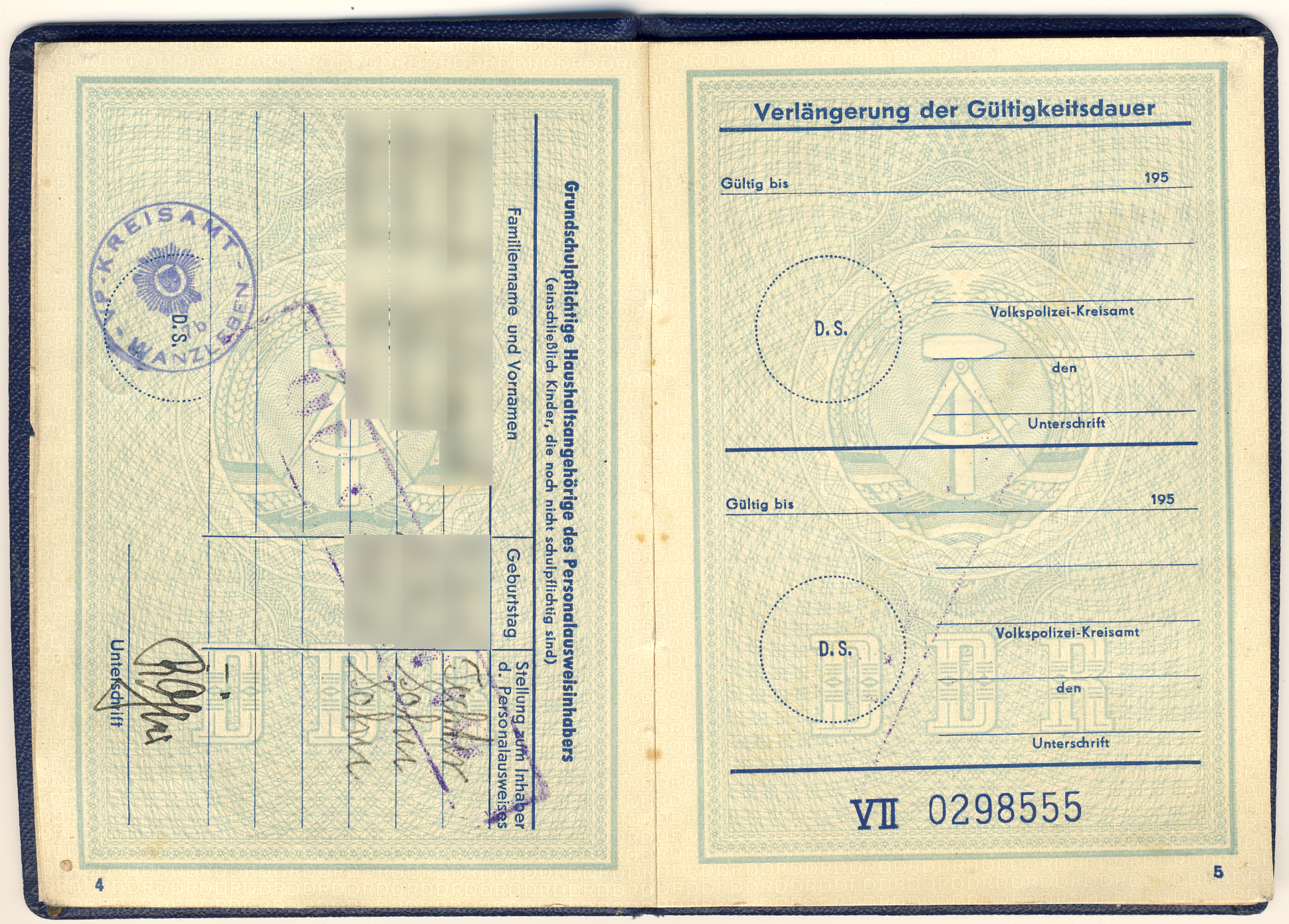
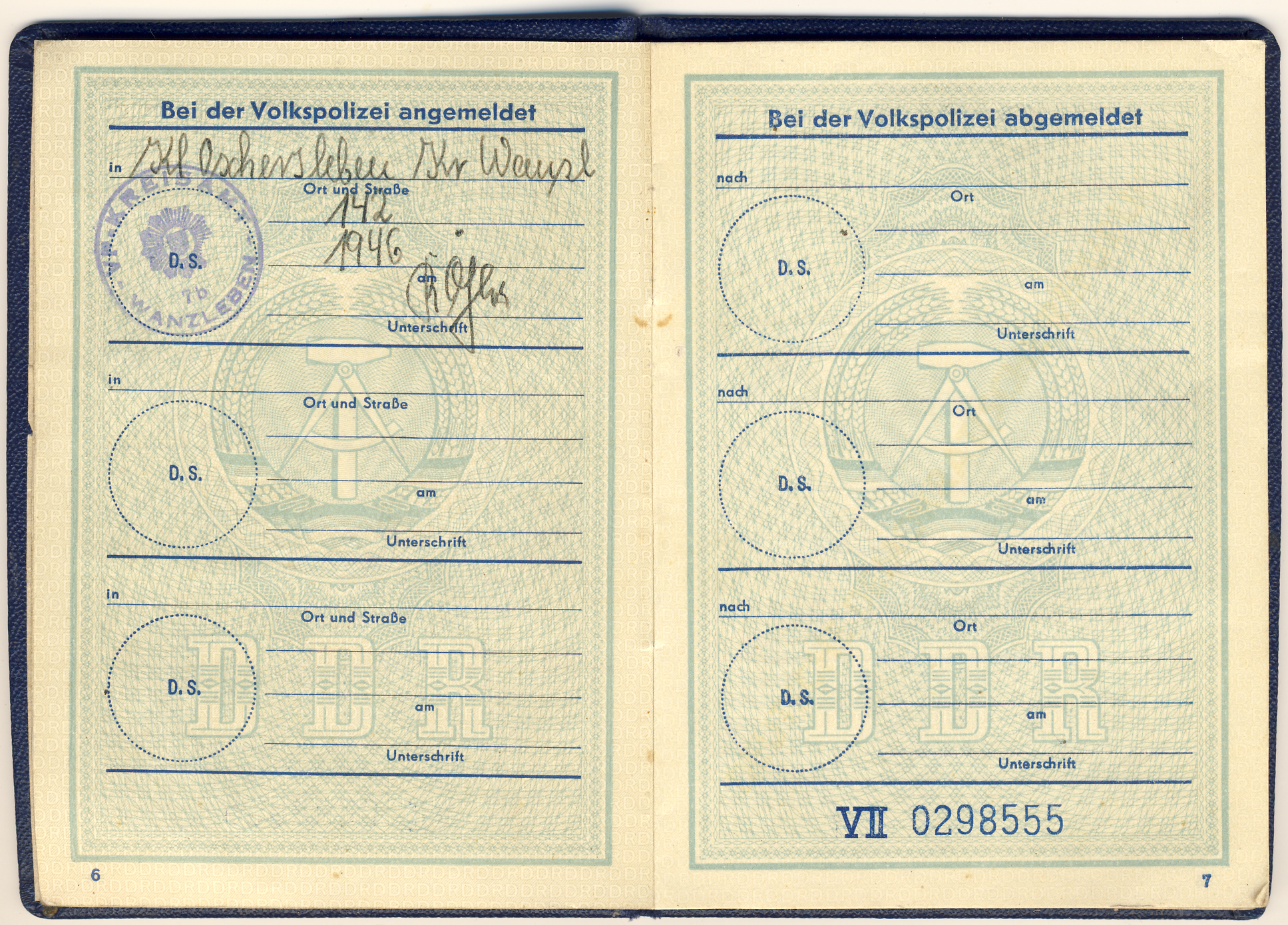
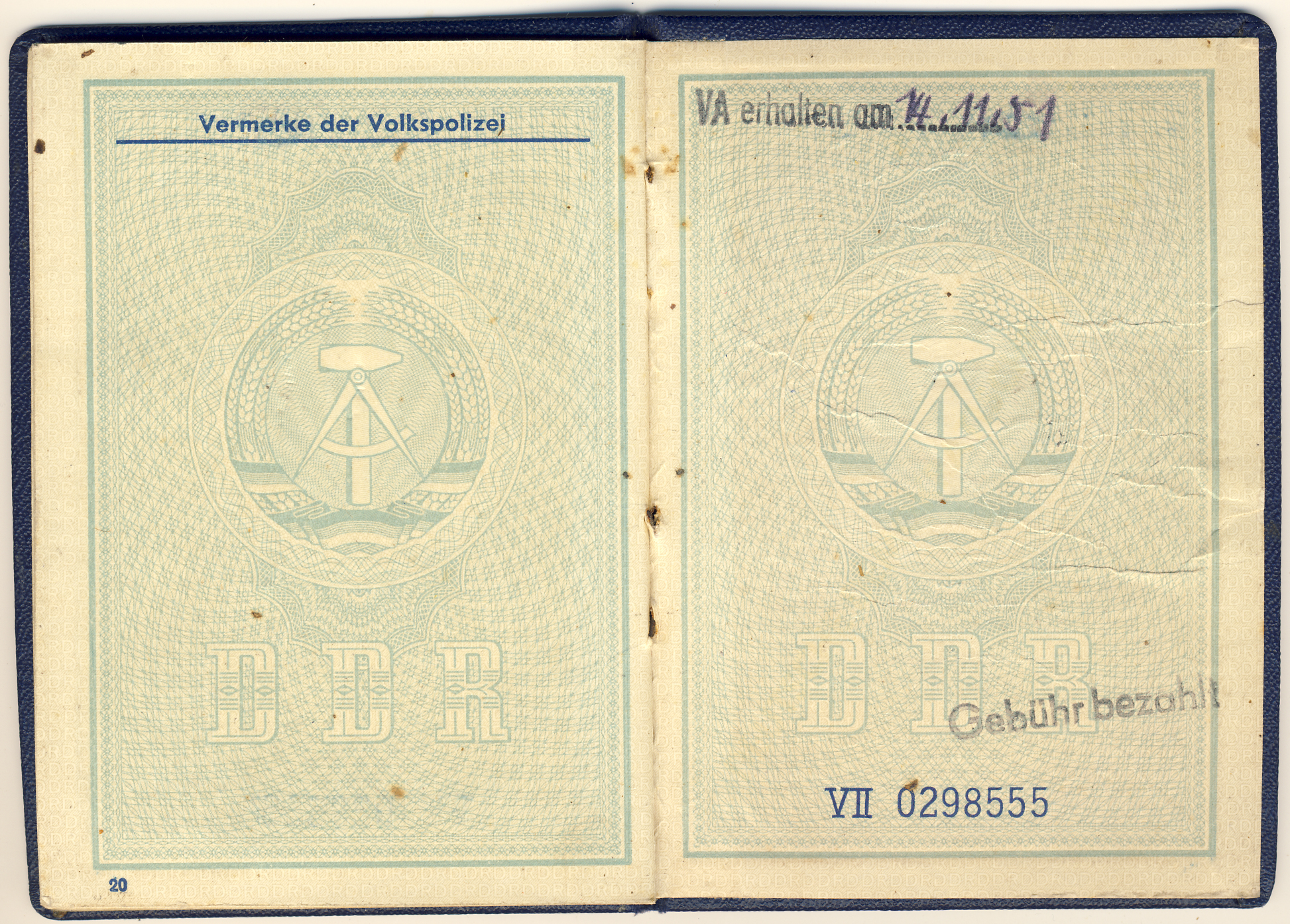